# 後藤勝彦
後藤 勝彦（ごとう かつひこ、1929年5月28日 - 2016年11月27日）は、日本の考古学者。

## 経歴
- 1929年5月28日 - 宮城県白石町生まれ。
- 2016年11月27日- 死去。

## 主な業績
仙台湾における貝塚研究に大きな業績を残し、特に宮戸島里浜貝塚の調査では「宮戸島編年」と呼ばれる縄文時代後期土器編年に大きな功績を残した。

## 論文・著書・共編著
- 後藤勝彦 - CiNii論文
- 宮城県図書館[リンク切れ]
- 「 登米郡長沼附近の貝塚群について 古代の北方村附近の歴史について 」（大塚徳郎と共著）『地域社會研究會資料』第3、東北大学地域社会研究会 1953年
- 「 登米郡長沼附近の貝塚群について」『登米郡北方村 東北における水田単作農村の歴史』北方村 1953年
- 「 宮城県宮戸島里浜台囲貝塚の研究」『宮城県の地理と歴史』1（『地域社会研究』7・8）、東北大学地域社会研究会 1956年
- 「 宮城県宮戸島里浜台囲貝塚出土の土器編年について」『塩竈市教育論文』2 塩竈市教育委員会 1957年
- 「宮城県名取市高館金剛寺貝塚出土縄文式土器の研究-陸前地方後期縄文式文化の編年的研究」『地域社会研究』9・10、東北大学地域社会研究会 1960年
- 「宮城県吉田浜貝塚について」（加藤孝・林謙作と共著）『日本考古学協会第29回総会研究発表会要旨』日本考古学協会 1962年
- 「陸前宮戸島里浜台囲貝塚出土の土器について-陸前地方後期縄文式文化の編年的研究」『考古学雑誌』48-1、日本考古学会 1962年
- 「宮城県宮戸島貝塚梨ノ木囲地区出土縄文土器についての一考察」（加藤孝・林謙作と共著）『日本考古学協会第31回総会研究発表会要旨』日本考古学協会 1965年
- 「宮城県塩竈市桂島貝塚の調査」日本考古学協会第32回総会研究発表会要旨』日本考古学協会 1966年
- 『埋蔵文化財第三次緊急発掘調査報告書―南境貝塚―』宮城県文化財調査報告書第15集 1968年
- 「縄文後期宮戸Ⅰb式周辺の吟味－南境貝塚出土の土器をもとにして」『東北の歴史・考古論集』平重道先生還暦記念会 1974年
- 『白石市史別巻 考古資料篇』（片倉信光 ・中橋彰吾と共著）、白石市編さん委員会、1976年
- 「松島湾周辺の貝塚群」『広域遺跡保存対策調査研究報告』4、文化庁 1981年
- 「東北地方」『縄文土器大成3―後期』（野口義麿編 芹沢長介・坪井清足監修）、講談社 1981年
- 「宮城県石巻市南境貝塚出土の魚骨製垂飾具について」『宮城史学』8・9、宮城歴史教育研究会 1982年
- 「仙台湾諸貝塚出土の遺物から見た漁撈活動について－石巻市南境貝塚出土遺物を中心として－」『あおな』創刊号、石巻郷土研究会 1983年
- 「仙台湾沿岸の貝塚と動物」『季刊考古学』11、雄山閣 1985年
- 「宮城県南境貝塚出土の軽石製品について－仙台湾周辺の先史漁撈の研究(2)」『宮城史学』10、宮城歴史教育研究会 1985年
- 「宮城県石巻市南境貝塚出土の石鏃について－石器の編年的研究－」『宮城史学』11、宮城歴史教育研究会 1986年
- 『仙台湾貝塚の基礎的研究』 1990年
- 「書評 金子浩昌著『金子浩昌著作目録』」『季刊 考古学』71、雄山閣出版 2000年
- 「宮城県柴田郡川崎町下窪遺跡第6類土器の再検討--微隆起線文土器の編年的位置付けに関して」（吉岡恭平・相原淳一と共著）『宮城考古学』7、宮城県考古学会 2005年
- 「宮城県石巻市南境貝塚出土の線刻礫について」（相原淳一と共著）『日本考古学協会第76回総会・研究発表会要旨』、日本考古学協会 2010年
- 「宮城県石巻市南境貝塚出土の「船」を描いた線刻礫について--宮城県教育委員会1969『埋蔵文化財第4次緊急調査概報--南境貝塚』資料の検討 」（相原淳一と共著）『東北歴史博物館研究紀要』12 2011年
- 『仙台湾沿岸貝塚の基礎的研究Ⅱ －南境貝塚－』 2013年
- 『仙台湾沿岸貝塚の基礎的研究Ⅳ －その他の貝塚－』 2013年
- 『仙台湾沿岸貝塚の基礎的研究Ⅴ －その他の貝塚・製塩遺跡－』2013年
- 『仙台湾沿岸貝塚の基礎的研究Ⅲ －南境貝塚・その他の貝塚②－』2014年
- 「南境貝塚各トレンチの型式と層位との関係の検討について」『宮城史学』35、宮城歴史教育研究会 2016年